# Drosophila multidentata
Drosophila multidentata är en tvåvingeart som beskrevs av Hide-aki Watabe och Zhang 1990. Drosophila multidentata ingår i släktet Drosophila och familjen daggflugor.
Artens utbredningsområde är provinsen Yunnan i Kina.